# إيفون باريت
إيفون باريت (بالإنجليزية: Yvonne Barrett)‏ هي مغنية أسترالية، ولدت في 1946 في Braybrook, Victoria ‏ في أستراليا، وتوفيت في 2 سبتمبر 1985 في Birchgrove, New South Wales ‏ في أستراليا.

## روابط خارجية
- ايفون باريت على موقع IMDb (الإنجليزية)